# 代赫穆尼
35°25′N 1°29′E / 35.417°N 1.483°E
代赫穆尼（阿拉伯语：‎），是阿爾及利亞的城鎮，位於該國北部，由提亞雷特省負責管轄，是代赫穆尼區的首府，面積164平方公里，海拔高度995米，2008年人口24,983，人口密度每平方公里152人。